# Baule
Baule é uma comuna francesa na região administrativa do Centro, no departamento Loiret. Estende-se por uma área de 12,14 km². Em 2010 a comuna tinha 2 106 habitantes (densidade: 173,5 hab./km²).